# Stašov (Berouni járás)
Stašov település Csehországban, a Berouni járásban. Stašov Praskolesy, Chlustina, Bavoryně, Chodouň, Otmíče és Libomyšl településekkel határos. Lakosainak száma 479 fő (2024. január 1.).

## Népesség
A település lakosságának változását az alábbi diagram mutatja:
| Lakosok száma | 553  | 534  | 544  | 360  | 370  | 346  | 459  | 443  | 472  | 479  |
|               | 1869 | 1890 | 1921 | 1950 | 1980 | 2001 | 2017 | 2019 | 2022 | 2024 |